# Бреверн де Лагарди, Александр Иванович
Граф (с 1852) Александр Иванович Бреверн де Лагарди (Бреверн де ла Гарди) (нем. Pontus Alexander Ludwig Graf Brevern-de la Gardie; 4 (16) января 1814 — 20 марта (1 апреля) 1890) — генерал-адъютант (1856), генерал от кавалерии (1869) русской императорской армии. Командующий войсками Московского военного округа (1879-1888). Брат генерал-майора М. И. Бреверна.

## Происхождение
Происходил из прусского рода, известного с конца XVI века и в XVIII веке обосновавшегося в Риге. Старший сын представителя дворянского рода Эстляндской губернии, отставного капитан-лейтенанта русского флота Генриха-Иоганна фон Бреверна (1775—1850) от его второго брака с графиней Марией Яковлевной де Лагарди (1786—1876, правнучка М. Ю. Делагарди). С 11 декабря 1852 года по ходатайству её брата Магнуса де Лагарди с позволения Николая I стал именоваться графом Бреверн де Лагарди.
от первой жены отца, Софьи Бенкендорф (1784—1807)
- Гертруда Элизабет (1803—1872) — замужем за помещиком Ревельского уезда Бернгардом Генрихом фон цур Миленом
- Иоганна София (1805—1806)
- Иоганн (Иван) Отто Георг (1806—1834) — поручик лейб-гвардии Конного полка
- Егор (1807—1892) — действительный тайный советник, член Государственного совета Российской империи

от второй жены, графини де Лагарди
- Юлия Люция (1815—1907)
- Иоганна (1816—1887) — с 19.7.1838 замужем за помещиком бароном Отто-Александром фон Штакельбергом
- Аксель Юлиус (1821—1870) — капитан
- Катарина Маргарита (1823—1906)
- Магнус (1825—1878) — генерал-майор, и. д. начальника артиллерии Гвардейского корпуса во время русско-турецкой войны 1877—1878 годов.

## Биография
Окончил в 1834 году Михайловское артиллерийское училище и офицерские классы при нём и был выпущен в гвардейскую конную артиллерию. Уже в 1844 году в чине капитана он стал командовать батареей и 30 августа был произведён в полковники. В этом звании 6 декабря 1851 года был назначен командиром Кавалергардского полка; с 30 марта 1852 года — генерал-майор.
Высочайшим указом 11 декабря 1852 года было дозволено, по просьбе эстляндского дворянина, шведского графа Карла Магнуса Делагарди Александру Ивановичу Бреверну, как старшему сыну его родной сестры, принять фамилию, титул и герб графов де Лагарди (ввиду пресечения мужской линии), и именоваться потомственно: «графом Бреверн де Лагарди».
23 апреля 1855 года был зачислен в императорскую свиту и в этом же году был назначен командиром 1-й бригады гвардейской кирасирской дивизии с оставлением командиром Кавалергардского полка; с 26 августа 1856 — генерал-адъютант. Со 2 апреля 1861 года — начальник 7-й кавалерийской дивизии, а с 23 апреля этого же года — начальник 1-й гвардейской кавалерийской дивизии с производством в генерал-лейтенанты.
С 23 июня 1862 года — начальник штаба Отдельного гвардейского корпуса. В 1864 году был назначен начальником штаба войск гвардии и Петербургского военного округа; с 6 января 1865 года — командующий войсками Харьковского военного округа. 30 августа 1869 года был произведён в генералы от кавалерии. 17 апреля 1879 года был назначен командующим войсками Московского военного округа.
6 августа 1882 года был зачислен в войсковое сословие Астраханского казачьего войска со званием почётного казака Копановской станицы.
Из-за расстроенного здоровья 30 августа 1888 года был уволен с военной службы и был определён членом Государственного Совета.
Российские:

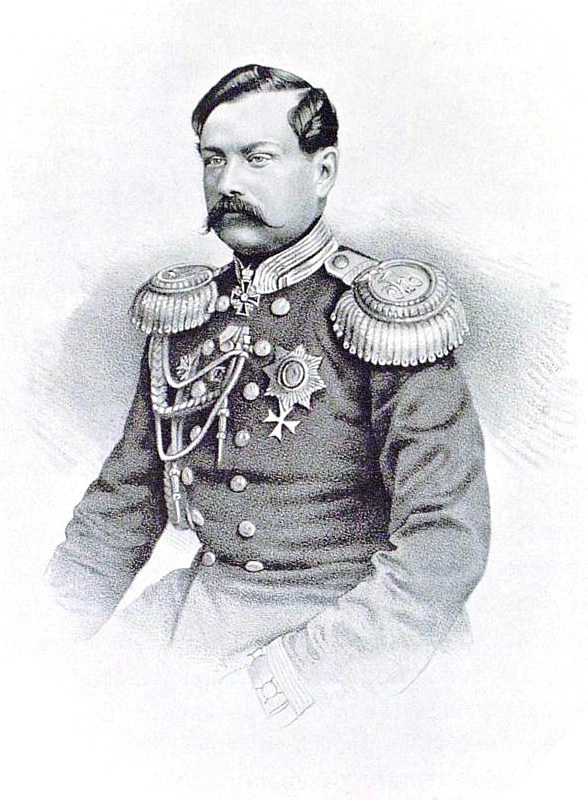
Командир Кавалергардского полка А. И. Бреверн

- Орден Святого Станислава 3-й степени (1841)
- Орден Святой Анны 2-й степени (28.01.1848)
- Императорская корона к ордену Святой Анны 2-й степени (06.12.1849)
- Орден Святого Станислава 1-й степени (1857)
- Орден Святой Анны 1-й степени (1859)
- Знак отличия за XXV лет беспорочной службы (1859)
- Орден Святого Владимира 2-й степени (1862)
- Орден Белого Орла (1867)
- Орден Святого Александра Невского (27.07.1881)
- Бриллиантовые знаки к ордену Святого Александра Невского (15.05.1883)
- Орден Святого Владимира 1-й степени (30.08.1887)

Иностранные:
- Прусский орден Красного орла 3-й степени (1839)
- Прусский орден Святого Иоанна Иерусалимского с бриллиантами (1852)
- Черногорский орден Данило I 1-й степени (1883)
- Болгарский орден «Святой Александр» 1-й степени (1884)

## Семья
Жена (с 11 октября 1854 года) — Мария Александровна Воейкова (1826—18.10.1906), дочь литератора Александра Фёдоровича Воейкова от брака с Александрой Андреевной Протасовой. После смерти матери воспитывалась в Екатерининском институте в Петербурге. Благодаря заботам В. А. Жуковского была
пожалована во фрейлины к великой княгине Александре Иосифовне и обеспечена приданым. В июне 1854 года фрейлина А. Ф. Тютчева писала в дневнике:

На вечере была объявлена предстоящая свадьба Марии Воейковой... с красавцем генералом Бреверн де Лагарди. Эта новость произвела большую сенсацию в придворных кругах и вызвала много разочарований среди барышень на возрасте. Дело в том, что статный и красивый генерал, свежий, румяный, с огромными эполетами на широких плечах, с такой гордой осанкой носящий свой великолепный мундир, представляет идеальный тип гвардейского офицера и главный выигрыш в лотерее женихов. И вот этот первый выигрыш падает на долю добрейшей румяной и кругленькой Марии Воейковой, слывшей гораздо менее ловкой и менее привлекательной, чем многие другие, протягивавшие свои шелковые и золотые тенета вокруг красавца генерала. 
 Умерла в Петербурге от общего заражения крови, похоронена рядом с мужем в г. Гапсаль. В браке имели детей:
- Николай Александрович (1856—1929), камергер, дипломат в Париже, министр-резидент в Бадене; женат на Анне Сергеевне Хомяковой, дочери С. П. Ушакова. Умер в эмиграции.
- Мария Александровна (1857—1915), фрейлина, благотворительница.
- Екатерина Александровна (1859—1920), фрейлина, умерла в эмиграции во Франции.
- Ольга Александровна (1861—1882)
- Владимир Александрович (1862—1864)